# Thyridula rugosa
Thyridula rugosa är en tvåvingeart som beskrevs av Malloch 1926. Thyridula rugosa ingår i släktet Thyridula och familjen fritflugor. Inga underarter finns listade i Catalogue of Life.